# Sematophyllum flagelliferum
Sematophyllum flagelliferum là một loài rêu trong họ Sematophyllaceae. Loài này được Dixon mô tả khoa học đầu tiên năm 1922.